# Tomasz Niewodniczański
Tomasz Niewodniczański (ur. 25 września 1933 w Wilnie, zm. 3 stycznia 2010 w Bitburgu) – polski fizyk jądrowy, przedsiębiorca, kolekcjoner i bibliofil, twórca jednej z największych na świecie prywatnych kolekcji kartograficznych.

## Życiorys
Tomasz Niewodniczański był synem fizyka Henryka Niewodniczańskiego i Ireny z Prawocheńskich, córki Romana Prawocheńskiego. Jego brat Jerzy Niewodniczański jest także fizykiem, przez wiele lat był prezesem Państwowej Agencji Atomistyki.
Dzieciństwo spędził w Wilnie, gdzie jego ojciec był profesorem Uniwersytetu im. Stefana Batorego. W 1945 rodzina Niewodniczańskich przeniosła się do Krakowa. Ukończył studia na Wydziale Fizyki Uniwersytetu Jagiellońskiego. W 1956 wyjechał na stypendium do Instytutu Fizyki Politechniki Federalnej w Zurychu, gdzie w 1963 uzyskał stopień naukowy doktora. W Szwajcarii ożenił się z Marie-Luise Simon. Po powrocie do Polski pracował w Instytucie Badań Jądrowych w Świerku, od 1965 jako kierownik Samodzielnego Laboratorium Budowy Akceleratora Liniowego. W 1970 wyemigrował do Niemiec. Do 1973 pracował w Heidelbergu i w Darmstadt w Instytucie Badań nad Ciężkimi Jonami. Następnie podjął pracę w browarze Bitburger w Bitburgu, należącym do rodziny jego żony. Po jakimś czasie został dyrektorem finansowym browaru.

## Kolekcjonerstwo
Tomasz Niewodniczański był jednym z najbardziej liczących się kolekcjonerów europejskich, zaś jego kolekcja kartograficzna uchodziła za najbardziej znaczącą prywatną kolekcję w Europie.
Pasja kolekcjonerska Tomasza Niewodniczańskiego zaczęła się w 1968 roku, kiedy jego żona kupiła mu w prezencie w warszawskim antykwariacie na Nowym Świecie widok Damaszku z publikacji Brauna i Hogenberga z 1576 roku. Kolekcjonerstwem zajmował się przez 40 lat. Zbierał głównie stare mapy, listy i inne rękopisy znanych pisarzy, książki z dedykacjami. Sama jego kolekcja kartograficzna dotycząca Polski liczyła około 2300 map i widoków polskich miast. Był między innymi w posiadaniu notesu z rękopisami 42 utworów Adama Mickiewicza, a także zbioru niepublikowanych wcześniej dzieł Juliana Tuwima, które udostępnił w celu wydania książki Julian Tuwim. Utwory nieznane. W swojej kolekcji posiadał także unikatowe oryginały dawnych map Rzeczypospolitej i jej poszczególnych regionów.
Pierwszą dużą kolekcję liczącą ponad 200 map i widoków Śląska przekazał polskim placówkom kulturalnym już w 2002 roku, zbiory te wówczas otrzymało Ossolineum. Po śmierci doktora Niewodniczańskiego, zgodnie z jego ostatnią wolą, cała bogata kolekcja gromadzona przez lata została przekazana w wieczysty depozyt muzeum Zamku Królewskiego w Warszawie.

## Odznaczenia i wyróżnienia
- Doktorat honoris causa Uniwersytetu w Trewirze (1991)[4]
- Krzyż Kawalerski Orderu Zasługi Republiki Federalnej Niemiec na wstędze (1993)[4]
- Krzyż Komandorski Orderu Zasługi Rzeczypospolitej Polskiej (1998)[4]
- Godność honorowego senatora Wyższej Szkoły Politechnicznej w Karlsruhe (1999)[4]
- Krzyż Oficerski Orderu Zasługi Republiki Federalnej Niemiec (2002)[4]
- Krzyż Komandorski Orderu „Za Zasługi dla Litwy” (2004)[4]
- Krzyż Wielki Orderu Zasługi Rzeczypospolitej Polskiej (2009)[4][5]
- Złoty Medal „Zasłużony Kulturze Gloria Artis”, wraz z żoną Marie-Luise (2009)[4][6]